# Kołoząb (województwo mazowieckie)
Kołoząb – wieś sołecka w Polsce położona w województwie mazowieckim, w powiecie płońskim, w gminie Sochocin.
W latach 1954–1968 wieś należała i była siedzibą władz gromady Kołoząb, po jej zniesieniu w gromadzie Sochocin. W latach 1975–1998 miejscowość administracyjnie należała do województwa ciechanowskiego.

## Urodzeni w Kołozębie
- Szczepan Sawicki – polski rolnik, polityk, działacz społeczny i samorządowy, poseł na Sejm Ustawodawczy i I kadencji w II RP, ofiara KL Stutthof[8].